# السهوه
السهوه (به عربی: السهوة) یک روستا در سوریه است که در استان درعا واقع شده‌است. السهوه ۳٬۹۵۰ نفر جمعیت دارد.